# Sörmlandsgården

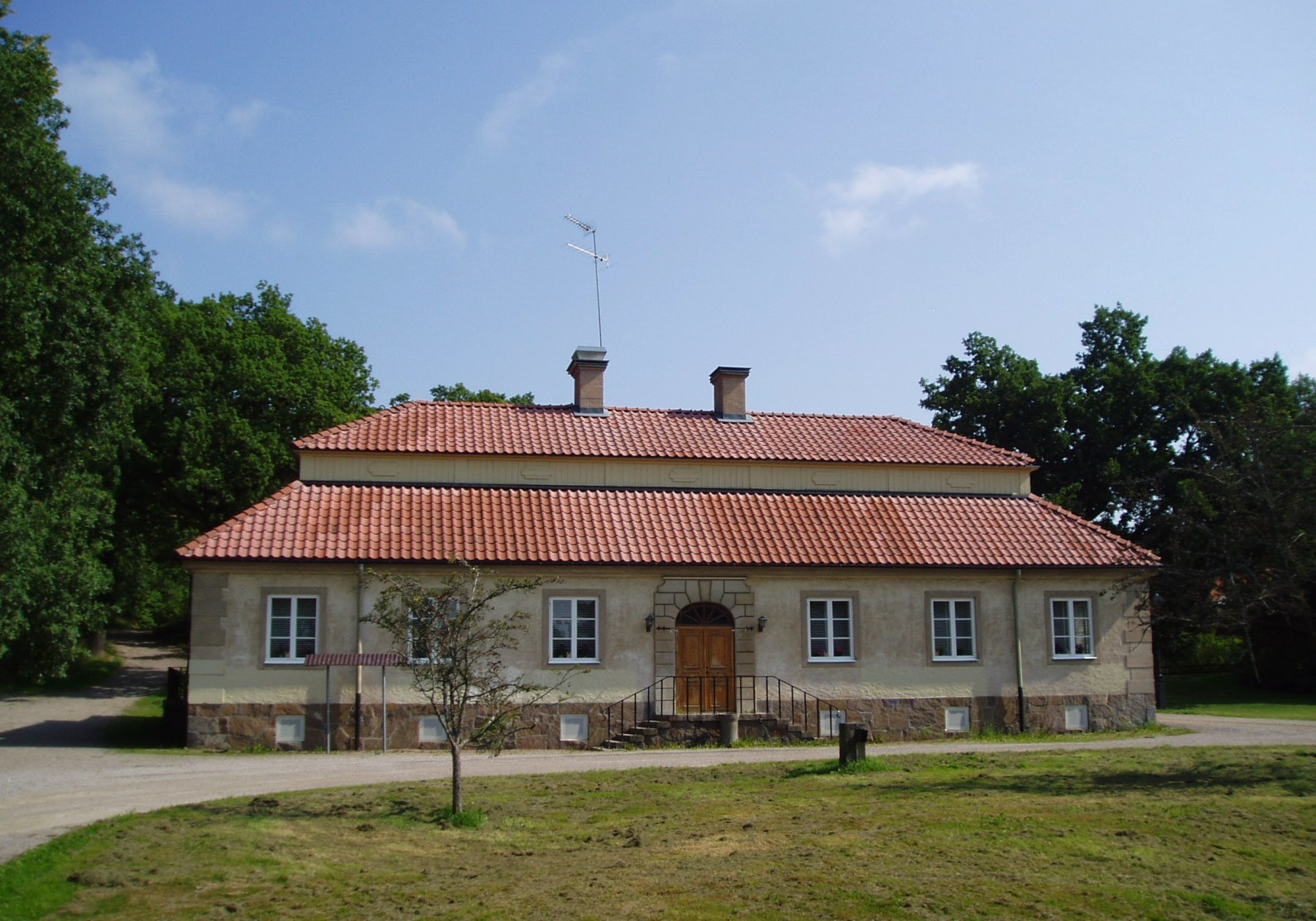
Ett av husen vid Sörmlandsgården.

Sörmlandsgården är ett friluftsmuseum som ligger på Djurgården i Eskilstuna. Här ligger hus som visar en mellansvensk gård från tiden kring mitten av 1800-talet.
Hemmansägaren Erik Andersson i Gultbrunn är den som sammanställt föremål och byggnader för att sen år 1921 skänka hela samlingen till Eskilstuna stad. 
Under juni till augusti finns ett program som sköts av en sammanslutning av flera hembygdsföreningar, Sörmlandsgårdens vänner. Då arrangeras evenemang som visar på livet på en gård under den tiden. Här anordnas även midsommarfirande.
I området vid Djurgården finns flera fornlämningar, bland annat järnåldersgravar och en fornborg. Gästgiveriet Pilkrog är en servering som ligger nära Sörmlandsgården. Pilkrog finns med i en av skulptören Johan Tobias Sergels gravyrer med namnet "Sergel äter middag på Pilkrog". 
Pilkrogs Värdshus stod ursprungligen vid gamla "Riks-ettan"/E4 i Ytterjärna socken strax söder om Järna samhälle i östra Sörmland, ca 20 km söder om Södertälje. 
Byggnaden flyttades till Djurgården i Eskilstuna på 1920-talet och utgör numera en del av Sörmlandsgårdens bebyggelseområde. Den fungerar ännu som restaurang. 